# Welsh Not

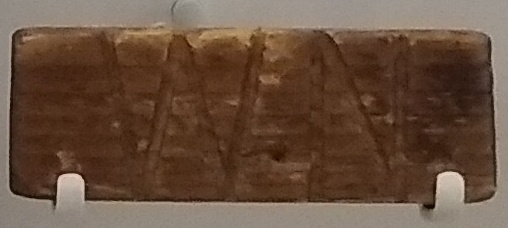
Welsh Not

Welsh Not（中文：「禁說威爾斯語」，又稱Welsh Note、NOT或Welsh stick，簡稱WN）是十九世紀末至二十世紀初，為使學童不說威爾斯語而在威爾斯的某些學校所施行的一種處罰方式。
被發現在學校說威爾斯語的學童，脖子上會被掛上一塊寫有"WN (Welsh Not)"的木板，直到他找到另一個在學校使用威爾斯語的學童，才可以把木板交給下一個學童。放學前最終持有這塊木板的學童則必須接受體罰。這項規定的出現是因為在當時，一些人認為英語是唯一一種適合用來教育的語言。據傳學校必須事先取得家長的同意方能實施這項規定。

## 歷史
「Welsh Not」出現於18世紀，又稱「cwstom」，「Welsh stick」或「Welsh lead」。1847年的威爾斯教育狀況調查委員會調查報告中曾經提及。一些調查委員表示，這項規定過於殘忍。調查報告指出委員會並不支持這種行爲，且許多威爾斯的學校仍然以威爾斯語授課。

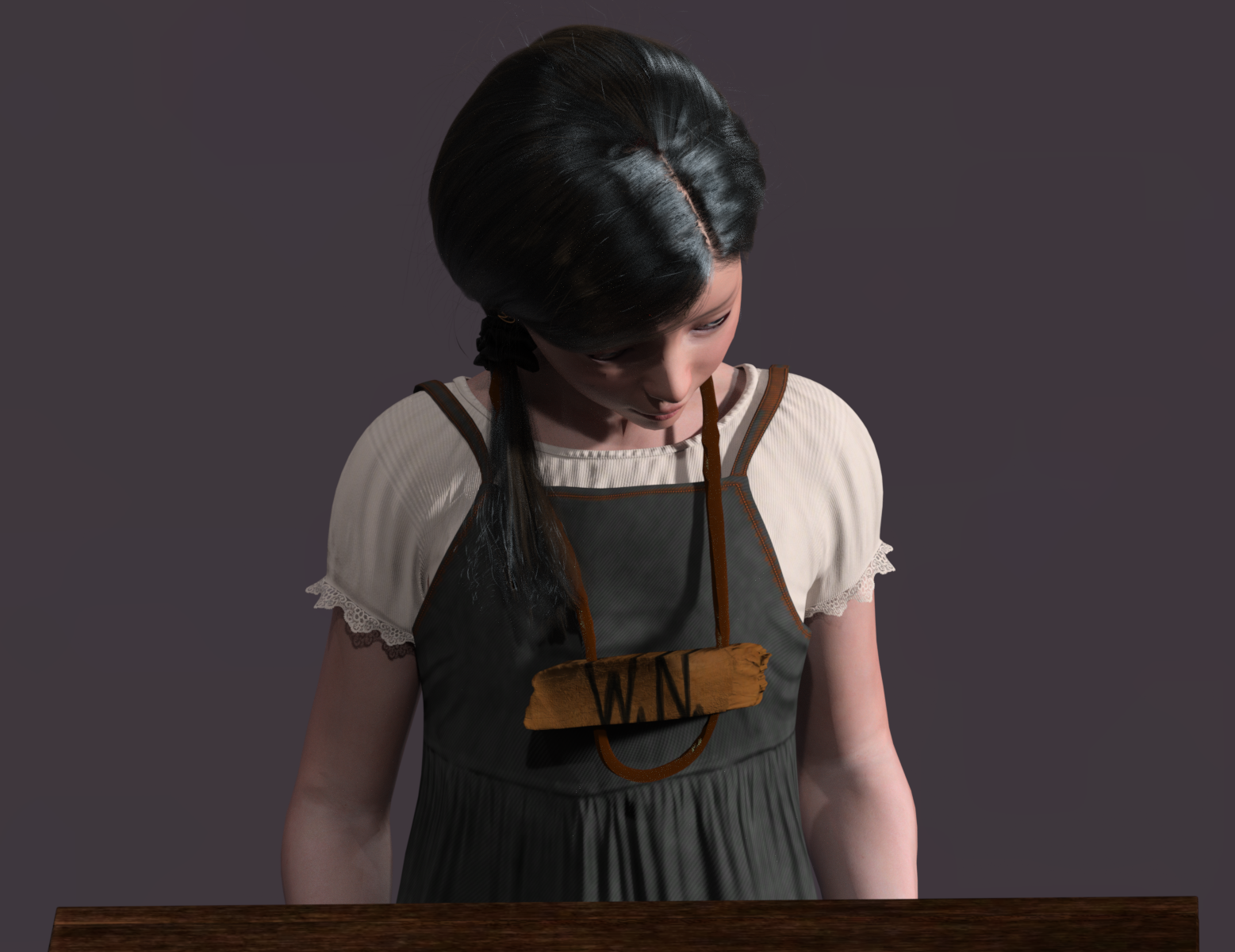

19世紀末期，英國已經開始實施義務教育，而實行禁說威爾斯語的學校屬少數。自1888年地方政府法令開始施行後，威爾斯地區的小學以威爾斯語授課成為常態。此外，也沒有證據表明，以英語授課的中學有禁說威爾斯語的規定。

## 外部連結
- BBC article on the Welsh not （页面存档备份，存于）